# Lista siturilor arheologice din județul Timiș - C
Lista siturilor arheologice din județul Timiș - C conține toate siturile arheologice din județul Timiș înscrise în Repertoriul Arheologic Național (RAN) și aflate în localități al căror nume începe cu litera C. RAN este administrat de Ministerul Culturii și Patrimoniului Național și cuprinde date științifice, cartografice, topografice, imagini și planuri, precum și orice alte informații privitoare la zonele cu potențial arheologic, studiate sau nu, încă existente sau dispărute.
Puteți căuta un sit din localitățile care încep cu litera C folosind formularul de mai jos sau puteți naviga prin toate siturile din județ la Lista siturilor arheologice din județul Timiș.
| Cod RAN                                 | Denumire | Localitate                            | Adresă                        | Datare                                 | Descoperit | Coordonate                                    | Imagine           | Erori            |
| --------------------------------------- | --- | ------------------------------------- | ----------------------------- | -------------------------------------- | ---------- | --------------------------------------------- | ----------------- | ---------------- |
| 156268.01.01 (Cod LMI: TM-I-s-A-06055)  | Cetatea Morisena de la Cenad - Intravilanul localității / ansamblu Cetatea Morisena (Categorie: locuire civilă) (Tip: Cetate)                                       | sat Cenad, comuna Cenad               | Intravilanul localității      | sec. X - XVII                          |            | 46°08′18″N 20°35′11″E / 46.13833°N 20.58639°E | Încărcați imagine | Raportați eroare |
| 156268.01.02 (Cod LMI: TM-I-s-A-06055)  | Cetatea Morisena de la Cenad - Intravilanul localității / ansamblu anonim (Categorie: locuire civilă) (Tip: Așezare)                                                | sat Cenad, comuna Cenad               | Intravilanul localității      |                                        |            | 46°08′18″N 20°35′11″E / 46.13833°N 20.58639°E | Încărcați imagine | Raportați eroare |
| 156268.01.03 (Cod LMI: TM-I-s-A-06055)  | Cetatea Morisena de la Cenad - Intravilanul localității / ansamblu anonim (Categorie: locuire civilă) (Tip: Așezare)                                                | sat Cenad, comuna Cenad               | Intravilanul localității      |                                        |            | 46°08′18″N 20°35′11″E / 46.13833°N 20.58639°E | Încărcați imagine | Raportați eroare |
| 156268.01.04 (Cod LMI: TM-I-s-A-06055)  | Cetatea Morisena de la Cenad - Intravilanul localității / ansamblu anonim (Categorie: locuire civilă) (Tip: Așezare)                                                | sat Cenad, comuna Cenad               | Intravilanul localității      |                                        |            | 46°08′18″N 20°35′11″E / 46.13833°N 20.58639°E | Încărcați imagine | Raportați eroare |
| 156268.01.05 (Cod LMI: TM-I-s-A-06055)  | Cetatea Morisena de la Cenad - Intravilanul localității / ansamblu anonim (Categorie: locuire civilă) (Tip: așezare urbană)                                         | sat Cenad, comuna Cenad               | Intravilanul localității      |                                        |            | 46°08′18″N 20°35′11″E / 46.13833°N 20.58639°E | Încărcați imagine | Raportați eroare |
| 156268.01.06 (Cod LMI: TM-I-s-A-06055)  | Cetatea Morisena de la Cenad - Intravilanul localității / ansamblu anonim (Categorie: locuire civilă) (Tip: Așezare urbană)                                         | sat Cenad, comuna Cenad               | Intravilanul localității      |                                        |            | 46°08′18″N 20°35′11″E / 46.13833°N 20.58639°E | Încărcați imagine | Raportați eroare |
| 156302.01.01 (Cod LMI: TM-I-s-B-06056)  | Tumul I de epocă necunoscută de la Checea - În hotarul satului / ansamblu anonim (Categorie: descoperire funerară) (Tip: Mormânt tumular)                           | sat Checea, comuna Checea             | În hotarul satului            |                                        |            | 45°44′47″N 20°51′26″E / 45.74639°N 20.85722°E | Încărcați imagine | Raportați eroare |
| 155332.01.01 (Cod LMI: TM-I-s-B-06057)  | Așezarea neolitică de la Chișoda - Livezile / ansamblu anonim (Categorie: locuire) (Tip: Tell)                                                                      | sat Chișoda, comuna Giroc             | Livezile                      | mil. IV a. Chr.                        | 1976       | 45°41′56″N 21°11′35″E / 45.69889°N 21.19306°E | Încărcați imagine | Raportați eroare |
| 155332.01.02 (Cod LMI: TM-I-s-B-06057)  | Așezarea neolitică de la Chișoda - Livezile / ansamblu anonim (Categorie: locuire) (Tip: Așezare)                                                                   | sat Chișoda, comuna Giroc             | Livezile                      |                                        | 1976       | 45°41′56″N 21°11′35″E / 45.69889°N 21.19306°E | Încărcați imagine | Raportați eroare |
| 155332.02.01 (Cod LMI: TM-I-s-B-06058)  | Valul roman de la Chișoda - Valu roman / ansamblu anonim (Categorie: fortificație) (Tip: Fortificație liniară de pământ)                                            | sat Chișoda, comuna Giroc             | Valu roman                    | mil. I p.Chr.                          |            | 45°42′08″N 21°11′29″E / 45.70222°N 21.19139°E | Încărcați imagine | Raportați eroare |
| 156366.01.01 (Cod LMI: TM-II-m-A-06201) | Turn de apărare de la Ciacova / ansamblu anonim (Categorie: fortificație) (Tip: Turn de apărare)                                                                    | oraș Ciacova                          |                               | sec. XIV                               |            |                                               | Încărcați imagine | Raportați eroare |
| 158047.01.01                            | Situl arheologic de la Cornești- Iarcuri / ansamblu anonim (Categorie: locuire) (Tip: Locuire)                                                                      | sat Cornești, comuna Orțișoara        | Iarcuri                       | Tiszapolgár                            |            |                                               | Încărcați imagine | Raportați eroare |
| 158047.01.02                            | Situl arheologic de la Cornești- Iarcuri / ansamblu anonim (Categorie: locuire) (Tip: Locuire)                                                                      | sat Cornești, comuna Orțișoara        | Iarcuri                       | Vatina                                 |            |                                               | Încărcați imagine | Raportați eroare |
| 158047.01.03                            | Situl arheologic de la Cornești- Iarcuri / ansamblu anonim (Categorie: locuire) (Tip: locuire)                                                                      | sat Cornești, comuna Orțișoara        | Iarcuri                       | Gornea-Orlești                         |            |                                               | Încărcați imagine | Raportați eroare |
| 156605.02.01                            | Stațiunea paleolitică de la Coșava-"Dâmbu Pleș" / ansamblu anonim (Categorie: locuire) (Tip: Locuire)                                                               | sat Coșava, comuna Curtea             | Dâmbu Pleș                    |                                        |            | 45°51′13″N 22°19′31″E / 45.85361°N 22.32528°E | Încărcați imagine | Raportați eroare |
| 159053.01.01                            | Movilele de epoca medievală de la Cadar / ansamblu anonim (Categorie: Movilă) (Tip: Movilă)                                                                         | sat Cadar, comuna Tormac              |                               |                                        |            |                                               | Încărcați imagine | Raportați eroare |
| 158671.01.01                            | Așezarea hallstattiană de la Carani / ansamblu anonim (Categorie: locuire) (Tip: așezare)                                                                           | sat Carani, comuna Sânandrei          |                               | sec XII-V î.Hr.                        |            |                                               | Încărcați imagine | Raportați eroare |
| 158671.02.01                            | Substrucțtiile de epoca daco-romană de la Carani / ansamblu anonim (Categorie: construcție) (Tip: Zid)                                                              | sat Carani, comuna Sânandrei          |                               | sec.II-IV d.Hr.                        |            |                                               | Încărcați imagine | Raportați eroare |
| 158671.03.01                            | Situl arheologic de la Carani-Valea Gura Tomașului I și II / ansamblu anonim (Categorie: locuire) (Tip: așezare)                                                    | sat Carani, comuna Sânandrei          | Valea Gura Tomașului I și II  |                                        |            |                                               | Încărcați imagine | Raportați eroare |
| 158671.03.02                            | Situl arheologic de la Carani-Valea Gura Tomașului I și II / ansamblu anonim (Categorie: locuire) (Tip: așezare)                                                    | sat Carani, comuna Sânandrei          | Valea Gura Tomașului I și II  | sec.II-IV d.Hr.                        |            |                                               | Încărcați imagine | Raportați eroare |
| 158038.01.01                            | Situl arheologic de epoca neolitică de la Călacea / ansamblu Situl arheologic de epoca neolitică de la Călacea (Categorie: locuire) (Tip: așezare)                  | sat Călacea, comuna Orțișoara         |                               |                                        |            |                                               | Încărcați imagine | Raportați eroare |
| 156222.01.01                            | Descoperirea tumulară de la Cărpiniș / ansamblu anonim (Categorie: tumul) (Tip: Movilă)                                                                             | sat Cărpiniș, comuna Cărpiniș         |                               |                                        |            |                                               | Încărcați imagine | Raportați eroare |
| 156268.02.01                            | Situl arheologic I de la Cenad / ansamblu anonim (Categorie: decoperire funerară) (Tip: necropola)                                                                  | sat Cenad, comuna Cenad               |                               | sec.III-IV d.Hr.                       |            |                                               | Încărcați imagine | Raportați eroare |
| 156268.02.02                            | Situl arheologic I de la Cenad / ansamblu anonim (Categorie: decoperire funerară) (Tip: constructie)                                                                | sat Cenad, comuna Cenad               |                               | sec III-IV d.Hr.                       |            |                                               | Încărcați imagine | Raportați eroare |
| 156268.02.03                            | Situl arheologic I de la Cenad / ansamblu anonim (Categorie: decoperire funerară) (Tip: așezare)                                                                    | sat Cenad, comuna Cenad               |                               | Vatina sec.VIII-IX, X-XI și XVII d.Chr |            |                                               | Încărcați imagine | Raportați eroare |
| 156268.03.01                            | Situl arheologic II de la Cenad-Tarnoc / ansamblu anonim (Categorie: tumul) (Tip: Movilă)                                                                           | sat Cenad, comuna Cenad               | Tarnoc                        | sec.IX-X d.Hr.                         |            |                                               | Încărcați imagine | Raportați eroare |
| 156268.03.02                            | Situl arheologic II de la Cenad-Tarnoc / ansamblu anonim (Categorie: tumul) (Tip: Morminte)                                                                         | sat Cenad, comuna Cenad               | Tarnoc                        | sec.IX-X d.Hr.                         |            |                                               | Încărcați imagine | Raportați eroare |
| 156268.04.01                            | Descoperirile funerare de epocă medievală timpurie de la Cenad / ansamblu anonim (Categorie: decoperire funerară) (Tip: Morminte de înhumație)                      | sat Cenad, comuna Cenad               |                               | sec.IX-XI d.Hr.                        |            |                                               | Încărcați imagine | Raportați eroare |
| 156268.05.01                            | Descoperirile funerare de epoca bronzului de la Cenad / ansamblu anonim (Categorie: descoperire funerară) (Tip: Cimitir de incinerație)                             | sat Cenad, comuna Cenad               |                               |                                        |            |                                               | Încărcați imagine | Raportați eroare |
| 156268.06.01                            | Movila de pamânt de epocă neolitică de la Cenad-Buduvala / ansamblu anonim (Categorie: tumul) (Tip: movila)                                                         | sat Cenad, comuna Cenad               | Buduvala                      |                                        |            |                                               | Încărcați imagine | Raportați eroare |
| 156268.07.01                            | Movila de pamânt de epocă necunoscută de la Cenad-Hunca / ansamblu anonim (Categorie: tumul) (Tip: Movilă)                                                          | sat Cenad, comuna Cenad               | Hunca                         |                                        |            |                                               | Încărcați imagine | Raportați eroare |
| 156268.08.01                            | Movila de pamânt de epocă necunoscută de la Cenad-Hunca Mică / ansamblu anonim (Categorie: tumul) (Tip: Movilă)                                                     | sat Cenad, comuna Cenad               | Hunca Mică                    |                                        |            |                                               | Încărcați imagine | Raportați eroare |
| 156268.09.01                            | Movila de pamânt de epocă necunoscută de la Cenad-Hunca la Pod / ansamblu anonim (Categorie: tumul) (Tip: Movilă)                                                   | sat Cenad, comuna Cenad               | Hunca la Pod                  |                                        |            |                                               | Încărcați imagine | Raportați eroare |
| 156268.10.01                            | Movila de pamânt de epocă necunoscută de la Cenad-Hunca de Mijloc / ansamblu anonim (Categorie: tumul) (Tip: Movilă)                                                | sat Cenad, comuna Cenad               | Hunca de Mijloc               |                                        |            |                                               | Încărcați imagine | Raportați eroare |
| 156268.11.01                            | Movila de pamânt de epocă necunoscută de la Cenad-Bucova / ansamblu anonim (Categorie: tumul) (Tip: Movilă)                                                         | sat Cenad, comuna Cenad               | Bucova                        |                                        |            |                                               | Încărcați imagine | Raportați eroare |
| 156268.12.01                            | Situl arheologic II de epocă medievală timpurie de la Cenad / ansamblu Așezare de epoca medievală (Categorie: locuire) (Tip: așezare)                               | sat Cenad, comuna Cenad               |                               | sec. VIII-IX d.Hr.                     |            |                                               | Încărcați imagine | Raportați eroare |
| 156268.12.02                            | Situl arheologic II de epocă medievală timpurie de la Cenad / ansamblu Mormânt de epocă medievală (Categorie: locuire) (Tip: Mormânt)                               | sat Cenad, comuna Cenad               |                               | sec.VIII-IX d.Hr.                      |            |                                               | Încărcați imagine | Raportați eroare |
| 156268.13.01                            | Descoperirile funerare de secol XI d.Hr. de la Cenad / ansamblu Sarcofagul cu moaștele Sfântului Gerard (Categorie: descoperire funerară) (Tip: Mormânt)            | sat Cenad, comuna Cenad               |                               | sec.XI d.Hr.                           |            |                                               | Încărcați imagine | Raportați eroare |
| 156268.13.02                            | Descoperirile funerare de secol XI d.Hr. de la Cenad / ansamblu Mormintele din jurul bisericii Cenad (Categorie: descoperire funerară) (Tip: Morminte de înhumație) | sat Cenad, comuna Cenad               |                               | sec. XI d.Hr.                          |            |                                               | Încărcați imagine | Raportați eroare |
| 156286.01.01                            | Așezarea de epoca neolitică de la Cenei / ansamblu anonim (Categorie: locuire) (Tip: așezare)                                                                       | sat Cenei, comuna Cenei               |                               | Starcevo - Criș                        |            |                                               | Încărcați imagine | Raportați eroare |
| 156286.01.02                            | Așezarea de epoca neolitică de la Cenei / ansamblu anonim (Categorie: locuire) (Tip: așezare)                                                                       | sat Cenei, comuna Cenei               |                               | Vinča                                  |            |                                               | Încărcați imagine | Raportați eroare |
| 156286.02.01                            | Așezarea de epoca bronzului de la Cenei / ansamblu anonim (Categorie: locuire) (Tip: așezare)                                                                       | sat Cenei, comuna Cenei               |                               |                                        |            |                                               | Încărcați imagine | Raportați eroare |
| 156286.03.01                            | Movila de epocă necunoscută de la Cenei-Humca / ansamblu anonim (Categorie: tumul) (Tip: Movilă)                                                                    | sat Cenei, comuna Cenei               | Humca                         |                                        |            |                                               | Încărcați imagine | Raportați eroare |
| 156286.04.01                            | Movila I de epocă necunoscută de la Cenei / ansamblu anonim (Categorie: tumul) (Tip: Movilă)                                                                        | sat Cenei, comuna Cenei               |                               |                                        |            |                                               | Încărcați imagine | Raportați eroare |
| 156286.05.01                            | Movila de epocă necunoscută de la Cenei-Trei Movile / ansamblu anonim (Categorie: tumul) (Tip: Movilă)                                                              | sat Cenei, comuna Cenei               | Trei Movile                   |                                        |            |                                               | Încărcați imagine | Raportați eroare |
| 156286.06.01                            | Movila de epocă necunoscută de la Cenei-Meghița / ansamblu anonim (Categorie: tumul) (Tip: Movilă)                                                                  | sat Cenei, comuna Cenei               | Meghița                       |                                        |            |                                               | Încărcați imagine | Raportați eroare |
| 156286.07.01                            | Movila II de epocă necunoscută de la Cenei / ansamblu anonim (Categorie: tumul) (Tip: Movilă)                                                                       | sat Cenei, comuna Cenei               |                               |                                        |            |                                               | Încărcați imagine | Raportați eroare |
| 156286.08.01                            | Movila III de epocă necunoscută de la Cenei / ansamblu anonim (Categorie: tumul) (Tip: așezare)                                                                     | sat Cenei, comuna Cenei               |                               |                                        |            |                                               | Încărcați imagine | Raportați eroare |
| 157512.01.01                            | Așezarea I de epocă daco-romană de la Cerna / ansamblu anonim (Categorie: locuire) (Tip: așezare)                                                                   | sat Cerna, comuna Liebling            |                               | sec.III-IV d.Hr.                       |            |                                               | Încărcați imagine | Raportați eroare |
| 157512.02.01                            | Așezarea II de epocă daco-romană de la Cerna / ansamblu anonim (Categorie: locuire) (Tip: așezare)                                                                  | sat Cerna, comuna Liebling            |                               | sec III-IV                             |            |                                               | Încărcați imagine | Raportați eroare |
| 157264.01.01                            | Așezarea de epoca bronzului de la Cerneteaz / ansamblu anonim (Categorie: locuire) (Tip: așezare)                                                                   | sat Cerneteaz, comuna Giarmata        |                               |                                        |            |                                               | Încărcați imagine | Raportați eroare |
| 157264.02.01                            | Fortificația de epocă daco-romană de la Cerneteaz / ansamblu anonim (Categorie: fortificație) (Tip: Val de pământ)                                                  | sat Cerneteaz, comuna Giarmata        |                               | sec.III-IV d.Hr.                       |            |                                               | Încărcați imagine | Raportați eroare |
| 157264.03.01                            | Drumul roman de la Cerneteaz-Darvas / ansamblu anonim (Categorie: drum) (Tip: drum roman)                                                                           | sat Cerneteaz, comuna Giarmata        | Darvas                        |                                        |            |                                               | Încărcați imagine | Raportați eroare |
| 156302.02.01                            | Așezarea de epoca bronzului de la Ghecea / ansamblu anonim (Categorie: locuire) (Tip: așezare)                                                                      | sat Checea, comuna Checea             |                               | mil.II î.Hr.                           |            |                                               | Încărcați imagine | Raportați eroare |
| 156302.03.01                            | Descoperirile funerare de epocă daco-romană de la Ghecea-Cărămidăria Kovaković / ansamblu anonim (Categorie: descoperire funerară) (Tip: Necropolă)                 | sat Checea, comuna Checea             | Cărămidăria Kovaković         | sec.III-IV d.Hr.                       |            |                                               | Încărcați imagine | Raportați eroare |
| 156302.04.01 (Cod LMI: TM-I-s-B-06056)  | Tumul II de epocă necunoascută de la Checea - În hotarul satului / ansamblu anonim (Categorie: descoperire funerară) (Tip: Mormânt tumular)                         | sat Checea, comuna Checea             | În hotarul satului            |                                        |            | 45°43′58″N 20°50′52″E / 45.73278°N 20.84778°E | Încărcați imagine | Raportați eroare |
| 156302.05.01 (Cod LMI: TM-I-s-B-06056)  | Tumulii III și IV din epocă necunoscută de la Checea - În hotarul satului / ansamblu anonim (Categorie: descoperire funerară) (Tip: Mormânt tumular)                | sat Checea, comuna Checea             | În hotarul satului            |                                        |            | 45°43′42″N 21°51′09″E / 45.72833°N 21.8525°E  | Încărcați imagine | Raportați eroare |
| 156302.06.01 (Cod LMI: TM-I-s-B-06056)  | Tumulul V de epocă necunoscută de la Checea - În hotarul satului / ansamblu anonim (Categorie: descoperire funerară) (Tip: Mormânt tumular)                         | sat Checea, comuna Checea             | În hotarul satului            |                                        |            | 45°43′29″N 20°51′11″E / 45.72472°N 20.85306°E | Încărcați imagine | Raportați eroare |
| 156302.07.01 (Cod LMI: TM-I-s-B-06056)  | Tumulii VI-VII de epocă neoltică și epoca bronzului de la Checea - În hotarul satului / ansamblu anonim (Categorie: descoperire funerară) (Tip: Mormânt tumular)    | sat Checea, comuna Checea             | În hotarul satului            |                                        |            | 45°43′17″N 20°50′45″E / 45.72139°N 20.84583°E | Încărcați imagine | Raportați eroare |
| 156302.07.02 (Cod LMI: TM-I-s-B-06056)  | Tumulii VI-VII de epocă neoltică și epoca bronzului de la Checea - În hotarul satului / ansamblu anonim (Categorie: descoperire funerară) (Tip: Așezare deschisă)   | sat Checea, comuna Checea             | În hotarul satului            |                                        |            | 45°43′17″N 20°50′45″E / 45.72139°N 20.84583°E | Încărcați imagine | Raportați eroare |
| 158626.01.01                            | Necropola de epocca medievală de la Checheș-Dealul Mormânțiului / ansamblu anonim (Categorie: descoperire funerară) (Tip: Necropolă)                                | sat Checheș, comuna Secaș             | Dealul Mormânțiului           | sec.X-XVI d.Hr.                        |            |                                               | Încărcați imagine | Raportați eroare |
| 156730.01.01                            | Așezarea de epoca bronzului de la Cheglevici / ansamblu anonim (Categorie: locuire) (Tip: așezare)                                                                  | sat Cheglevici, comuna Dudeștii Vechi |                               | mil.II î.Hr.                           |            |                                               | Încărcați imagine | Raportați eroare |
| 156730.02.01                            | Movila de epocă necunoscută de la Cheglevici / ansamblu anonim (Categorie: descoperire funerară) (Tip: Movilă)                                                      | sat Cheglevici, comuna Dudeștii Vechi |                               |                                        |            |                                               | Încărcați imagine | Raportați eroare |
| 155332.03.01                            | Necropola de epoca bronzului de la Chișoda-Țiglărie / ansamblu anonim (Categorie: decoperire funerară) (Tip: Necropolă)                                             | sat Chișoda, comuna Giroc             | Țiglărie                      | Cruceni - Belegis mil.II î.Hr          |            |                                               | Încărcați imagine | Raportați eroare |
| 155822.01.01                            | Așezarea de epoca bronzului de la Chizătău / ansamblu anonim (Categorie: locuire) (Tip: așezare)                                                                    | sat Chizătău, comuna Belinț           |                               | mil.II î.Hr.                           |            |                                               | Încărcați imagine | Raportați eroare |
| 155822.02.01                            | Așezarea paleolitică de la Chizătău-Dealul Cuca / ansamblu anonim (Categorie: locuire) (Tip: așezare)                                                               | sat Chizătău, comuna Belinț           | Dealul Cuca                   |                                        |            |                                               | Încărcați imagine | Raportați eroare |
| 156366.02.01                            | Situl arheologic de la Ciacova-Gheorghianu / ansamblu Mormânt de incinerație din epoca bronzului (Categorie: decoperire funerară) (Tip: Mormânt)                    | oraș Ciacova                          | Gheorghianu                   | mil.II î.Hr.                           |            |                                               | Încărcați imagine | Raportați eroare |
| 156366.02.02                            | Situl arheologic de la Ciacova-Gheorghianu / ansamblu Schelete umane din epoca medievala timpurie (Categorie: decoperire funerară) (Tip: Mormânt)                   | oraș Ciacova                          | Gheorghianu                   |                                        |            |                                               | Încărcați imagine | Raportați eroare |
| 156552.01.01                            | Câmpul de tumuli de la Cireșu-Gomili / ansamblu anonim (Categorie: decoperire funerară) (Tip: Tumuli)                                                               | sat Cireșu, comuna Criciova           | Gomili                        |                                        |            |                                               | Încărcați imagine | Raportați eroare |
| 155868.02.01                            | Situl arheologic de la Cladova / ansamblu anonim (Categorie: decoperire funerară) (Tip: Movilă)                                                                     | sat Cladova, comuna Bethausen         |                               |                                        |            |                                               | Încărcați imagine | Raportați eroare |
| 156446.02.01                            | Situl arheologic de la Comloșu Mare / ansamblu Așezare neolitică de tip tell (Categorie: locuire) (Tip: așezare)                                                    | sat Comloșu Mare, comuna Comloșu Mare |                               | Starcevo - Criș - II, IV               |            |                                               | Încărcați imagine | Raportați eroare |
| 156446.02.02                            | Situl arheologic de la Comloșu Mare / ansamblu Așezare de epoca bronzului (Categorie: locuire) (Tip: așezare)                                                       | sat Comloșu Mare, comuna Comloșu Mare |                               |                                        |            |                                               | Încărcați imagine | Raportați eroare |
| 156446.03.01                            | Descoperirile funerare de epocă necunoscută de la Comloșu Mare / ansamblu Câmp de urne (Categorie: decoperire funerară) (Tip: Mormânt de incinerație)               | sat Comloșu Mare, comuna Comloșu Mare |                               |                                        |            |                                               | Încărcați imagine | Raportați eroare |
| 156446.04.01                            | Movila de epocă necunoscută de la Comloșu Mare-Hunca lui Șofron / ansamblu anonim (Categorie: decoperire funerară) (Tip: Movilă)                                    | sat Comloșu Mare, comuna Comloșu Mare | Hunca lui Șofron              |                                        |            |                                               | Încărcați imagine | Raportați eroare |
| 156446.04.02                            | Movila de epocă necunoscută de la Comloșu Mare-Hunca lui Șofron / ansamblu anonim (Categorie: decoperire funerară) (Tip: Mormânt de inhumație)                      | sat Comloșu Mare, comuna Comloșu Mare | Hunca lui Șofron              |                                        |            |                                               | Încărcați imagine | Raportați eroare |
| 156446.05.01                            | Movila de epocă necunoscută de la Comloșu Mare-Hunca Neții / ansamblu anonim (Categorie: decoperire funerară) (Tip: Movilă)                                         | sat Comloșu Mare, comuna Comloșu Mare | Hunca Neții                   |                                        |            |                                               | Încărcați imagine | Raportați eroare |
| 156446.06.01                            | Movila I de epocă necunoscută de la Comloșu Mare / ansamblu anonim (Categorie: decoperire funerară)                                                                 | sat Comloșu Mare, comuna Comloșu Mare |                               |                                        |            |                                               | Încărcați imagine | Raportați eroare |
| 156446.07.01                            | Movila II de epocă necunoscută de la Comloșu Mare / ansamblu anonim (Categorie: decoperire funerară) (Tip: Movilă)                                                  | sat Comloșu Mare, comuna Comloșu Mare |                               |                                        |            |                                               | Încărcați imagine | Raportați eroare |
| 156455.01.01                            | Așezarea neolitică de la Comloșu Mic / ansamblu anonim (Categorie: locuire) (Tip: așezare)                                                                          | sat Comloșu Mic, comuna Comloșu Mare  |                               | Starcevo - Criș                        |            |                                               | Încărcați imagine | Raportați eroare |
| 156455.02.01                            | Așezarea daco-romană de la Comloșu Mic / ansamblu anonim (Categorie: locuire) (Tip: așezare)                                                                        | sat Comloșu Mic, comuna Comloșu Mare  |                               |                                        |            |                                               | Încărcați imagine | Raportați eroare |
| 156455.03.01                            | Movila I de epocă necunoscută de la Comloșu Mic / ansamblu anonim (Categorie: decoperire funerară) (Tip: Movilă)                                                    | sat Comloșu Mic, comuna Comloșu Mare  |                               |                                        |            |                                               | Încărcați imagine | Raportați eroare |
| 156455.04.01                            | Movila II de epocă necunoscută de la Comloșu Mic / ansamblu anonim (Categorie: decoperire funerară) (Tip: Movilă)                                                   | sat Comloșu Mic, comuna Comloșu Mare  |                               |                                        |            |                                               | Încărcați imagine | Raportați eroare |
| 158047.02.01                            | Așezarea neolitică de la Cornești-Jadani-Jugosloveni / ansamblu anonim (Categorie: locuire) (Tip: așezare)                                                          | sat Cornești, comuna Orțișoara        | Jadani-Jugosloveni            | Bucovăț                                |            |                                               | Încărcați imagine | Raportați eroare |
| 158047.02.02                            | Așezarea neolitică de la Cornești-Jadani-Jugosloveni / ansamblu anonim (Categorie: locuire) (Tip: așezare)                                                          | sat Cornești, comuna Orțișoara        | Jadani-Jugosloveni            | Vinča - C                              |            |                                               | Încărcați imagine | Raportați eroare |
| 158047.02.03                            | Așezarea neolitică de la Cornești-Jadani-Jugosloveni / ansamblu anonim (Categorie: locuire) (Tip: așezare)                                                          | sat Cornești, comuna Orțișoara        | Jadani-Jugosloveni            | Tiszapolgar                            |            |                                               | Încărcați imagine | Raportați eroare |
| 158047.03.01                            | Situl arheologic de la Cornești-Dealul Cornet / ansamblu anonim (Categorie: locuire) (Tip: așezare)                                                                 | sat Cornești, comuna Orțișoara        | Dealul Cornet                 | mil.II î.Hr.                           |            |                                               | Încărcați imagine | Raportați eroare |
| 158047.03.02                            | Situl arheologic de la Cornești-Dealul Cornet / ansamblu anonim (Categorie: locuire) (Tip: așezare)                                                                 | sat Cornești, comuna Orțișoara        | Dealul Cornet                 | sec.VIII î.Hr.                         |            |                                               | Încărcați imagine | Raportați eroare |
| 158047.04.01                            | Așezarea de epocă daco-romană de la Cornești / ansamblu anonim (Categorie: locuire) (Tip: așezare)                                                                  | sat Cornești, comuna Orțișoara        |                               | sec.IV-V d.Hr.                         |            |                                               | Încărcați imagine | Raportați eroare |
| 158047.05.01                            | Movila de epocă neprecizată de la Cornești / ansamblu anonim (Categorie: decoperire funerară) (Tip: Movilă)                                                         | sat Cornești, comuna Orțișoara        |                               |                                        |            |                                               | Încărcați imagine | Raportați eroare |
| 156605.03.01                            | Așezarea paleolitică de la Coșava-Podișul Lipovei / ansamblu anonim (Categorie: locuire) (Tip: așezare)                                                             | sat Coșava, comuna Curtea             | Podișul Lipovei               |                                        |            |                                               | Încărcați imagine | Raportați eroare |
| 156482.01.01                            | Așezarea daco-romană de la Coșteiu / ansamblu anonim (Categorie: locuire) (Tip: așezare)                                                                            | sat Coșteiu, comuna Coșteiu           |                               | sec.III-IV d.Hr.                       |            |                                               | Încărcați imagine | Raportați eroare |
| 158984.01.01                            | Movila de epocă necunoscută de la Craiovăț-Unca / ansamblu anonim (Categorie: decoperire funerară) (Tip: Movilă)                                                    | sat Cralovăț, comuna Topolovățu Mare  | Unca                          |                                        |            |                                               | Încărcați imagine | Raportați eroare |
| 156543.01.01                            | Construcția de epocă daco-romană de la Criciova-Tramnic / ansamblu anonim (Categorie: construcție) (Tip: Villa rustica)                                             | sat Criciova, comuna Criciova         | Tramnic                       | sec .III d.Hr                          |            |                                               | Încărcați imagine | Raportați eroare |
| 156543.02.01                            | Mina de fier de epocă daco-romană de la Criciova / ansamblu anonim (Categorie: carieră/mine) (Tip: Mină de extracție a fierului)                                    | sat Criciova, comuna Criciova         |                               | sec.III d.Hr.                          |            |                                               | Încărcați imagine | Raportați eroare |
| 158154.01.01                            | Movila de epocă necunoscută de la Crivina de Sus-Goilă / ansamblu anonim (Categorie: decoperire funerară) (Tip: Movilă)                                             | sat Crivina de Sus, comuna Pietroasa  | Goilă                         |                                        |            |                                               | Încărcați imagine | Raportați eroare |
| 157022.01.01                            | Așezarea neolitică de le Cruceni / ansamblu anonim (Categorie: locuire) (Tip: așezare)                                                                              | sat Cruceni, comuna Foeni             |                               | Starcevo - Criș                        |            |                                               | Încărcați imagine | Raportați eroare |
| 157022.02.01                            | Necropola de epoca bronzului de la Cruceni-lângă grajdurile fostului CAP / ansamblu anonim (Categorie: decoperire funerară) (Tip: Necropolă)                        | sat Cruceni, comuna Foeni             | lângă grajdurile fostului CAP | Cruceni - Belegis mil.II î.Hr.         |            |                                               | Încărcați imagine | Raportați eroare |
| 157022.02.02                            | Necropola de epoca bronzului de la Cruceni-lângă grajdurile fostului CAP / ansamblu anonim (Categorie: decoperire funerară) (Tip: Necropolă)                        | sat Cruceni, comuna Foeni             | lângă grajdurile fostului CAP | Cruceni - Belegis mil.II î.Hr.         |            |                                               | Încărcați imagine | Raportați eroare |
| 157022.03.01                            | Așezarea de epocă neolitică de la Cruceni-La Sondă / ansamblu anonim (Categorie: locuire) (Tip: așezare)                                                            | sat Cruceni, comuna Foeni             | La Sondă                      | Vatina                                 |            |                                               | Încărcați imagine | Raportați eroare |
| 157022.04.01                            | Așezarea daco-romană de la Cruceni-Stockbrunennen / ansamblu anonim (Categorie: locuire) (Tip: așezare)                                                             | sat Cruceni, comuna Foeni             | Stockbrunennen                | sec.III-IV d.Hr.                       |            |                                               | Încărcați imagine | Raportați eroare |
| 157022.05.01                            | Așezarea medievală de la Cruceni / ansamblu anonim (Categorie: locuire) (Tip: asezare)                                                                              | sat Cruceni, comuna Foeni             |                               | sec.XI-XIV d.Hr.                       |            |                                               | Încărcați imagine | Raportați eroare |
| 156598.01.01                            | Așezarea paleolitică de la Curtea-Dealul Viei / ansamblu anonim (Categorie: locuire) (Tip: așezare)                                                                 | sat Curtea, comuna Curtea             | Dealul Viei                   | Aurignacian                            |            |                                               | Încărcați imagine | Raportați eroare |
| 156598.02.01                            | Așezarea paleolitică de la Curtea-Pământ Roșu / ansamblu anonim (Categorie: locuire) (Tip: așezare)                                                                 | sat Curtea, comuna Curtea             | Pământ Roșu                   | Aurignacian                            |            |                                               | Încărcați imagine | Raportați eroare |
| 155886.01.01                            | Movilele de epocă necunoscută de la Cutina / ansamblu anonim (Categorie: decoperire funerară) (Tip: Movilă)                                                         | sat Cutina, comuna Bethausen          |                               |                                        |            |                                               | Încărcați imagine | Raportați eroare |
| 156302.08.01 (Cod LMI: TM-I-s-B-06056)  | Tumulii VIII-IX de epocă necunoscută de la Checea - În hotarul satului / ansamblu anonim (Categorie: descoperire funerară) (Tip: Mormânt tumular)                   | sat Checea, comuna Checea             | În hotarul satului            |                                        |            | 45°43′32″N 20°50′34″E / 45.72556°N 20.84278°E | Încărcați imagine | Raportați eroare |
| 156302.09.01 (Cod LMI: TM-I-s-B-06056)  | Tumulul X de epocă necunoscută de la Checea - În hotarul satului / ansamblu anonim (Categorie: descoperire funerară) (Tip: Mormânt tumular)                         | sat Checea, comuna Checea             | În hotarul satului            |                                        |            | 45°43′30″N 20°48′41″E / 45.725°N 20.81139°E   | Încărcați imagine | Raportați eroare |
| 155868.01                               | Dealul Carierei | sat Cladova, comuna Bethausen         | Dealul Carierei               |                                        |            |                                               | Încărcați imagine | Raportați eroare |